# Enosteoides palauensis
Enosteoides palauensis is een tienpotigensoort uit de familie van de Porcellanidae. De wetenschappelijke naam van de soort is voor het eerst geldig gepubliceerd in 1968 door Nakasone & Miyake.